# Phymorhynchus speciosus
Phymorhynchus speciosus é uma espécie de gastrópode do gênero Phymorhynchus, pertencente a família Raphitomidae.